# DEEP-IN
DEEP-IN, también conocido como Propulsión de Energía Dirigida para la Exploración Interestelar, es un concepto de propulsión para vuelos espaciales que utiliza la propulsión láser fotónica con energía de rayo para impulsar una nave espacial en el espacio profundo. El concepto fue concebido originalmente por el profesor Philip Lubin del Departamento de Física de la Universidad de California en Santa Bárbara. Lubin lo está desarrollando en el marco del Programa de Conceptos Avanzados Innovadores de la NASA. DEEP-IN destaca por ser el primer concepto de propulsión láser fotónica respaldado por la NASA. Se deriva en gran medida de DE-STAR, un concepto de satélite de defensa planetaria desarrollado anteriormente por Lubin, en el que propone utilizar la energía dirigida de los láseres para vaporizar o desviar de su curso a los asteroides destructivos que se dirigen a la Tierra.
El sistema es escalable y modular, de modo que se pueden propulsar al espacio objetos gradualmente mayores a velocidades relativistas (velocidades que son una fracción significativa de la velocidad de la luz) con láseres cada vez más potentes. Actualmente, los modelos de investigación sugieren que utilizando esta tecnología, un satélite con una masa de 100 kilogramos (220 libras) podría llegar a Marte en 3 días, un tiempo significativamente más corto que el tiempo de tránsito actual. Además, una nave espacial más masiva con tripulación, como la nave Orión, podría llegar a Marte en un mes, frente al requisito tradicional de al menos 5 meses. Sin embargo, News Ledge señala que este corto tiempo de traslado requeriría un segundo conjunto de láseres ya existentes en Marte para frenar los vehículos para la inserción orbital en Marte.

## Tecnología
DEEP-IN utilizaría un conjunto de pequeños láseres para enfocar un flujo de fotones en los reflectores de las naves espaciales, eliminando la necesidad de que éstas lleven propulsor y, por tanto, reduciendo considerablemente su masa. El impulso de los fotones se trasladaría a la nave espacial, y los reflectores permiten duplicar teóricamente la transferencia de impulso en comparación con una superficie de cuerpo negro. El proyecto prevé que podría transportar femtosatélites de unos gramos de peso a una velocidad aproximada de 0,25 veces la de la luz, y seguir teniendo una velocidad máxima significativa en naves espaciales más grandes.

## Financiación
Lubin ha impulsado este concepto gracias a dos subvenciones concedidas hasta la fecha por el Instituto de Conceptos Avanzados de la NASA: una subvención de fase 1 en 2015 de 100.000 dólares y otra de fase 2 en 2016 de 500.000 dólares.